# Neocallimastigales
Neocallimastigales är en ordning av svampar. Neocallimastigales ingår i klassen Neocallimastigomycetes, divisionen Neocallimastigomycota och riket svampar.
| Neocallimastigales | \| \| Neocallimastigaceae \| \| \| \| |
|                    | \| \| Neocallimastigaceae \| \| \| \| |
|                    | Neocallimastigaceae                   |
|                    |                                       |

|  | Neocallimastigaceae |
|  |                     |